# Capilla de las Almas (Oporto)
La Capilla de la Almas o Capilla de Santa Catalina es una capilla situada en la freguesia de San Ildefonso, en la ciudad de Oporto, en Portugal.
La capilla tiene su origen en una antigua capilla hecha de madera erguida en alabanza de Santa Catalina. La construcción del edificio que hoy existe, se remonta a finales del siglo XVIII, época en que la Hermandad de las Almas y das Chagas de San Francisco pasó del Monasterio de Santa Clara a la Capilla de Santa Catalina.
“Con la anexión de la hermandad creció también la fama y el culto de Santa Catalina, atrayendo gran número de fieles, lo que obligó a los responsables de la hermandad, que controlaban el culto, a pensar en una nuevo edificio”. 
La capilla tiene dos cuerpos, siendo el segundo más bajo, y sufrió obras de ampliación y restauración en 1801 que modificaron el estilo original. Se encuentra en Rua Santa Catarina, la principal calle comercial de la ciudad, peatonalizada.

## Fachada

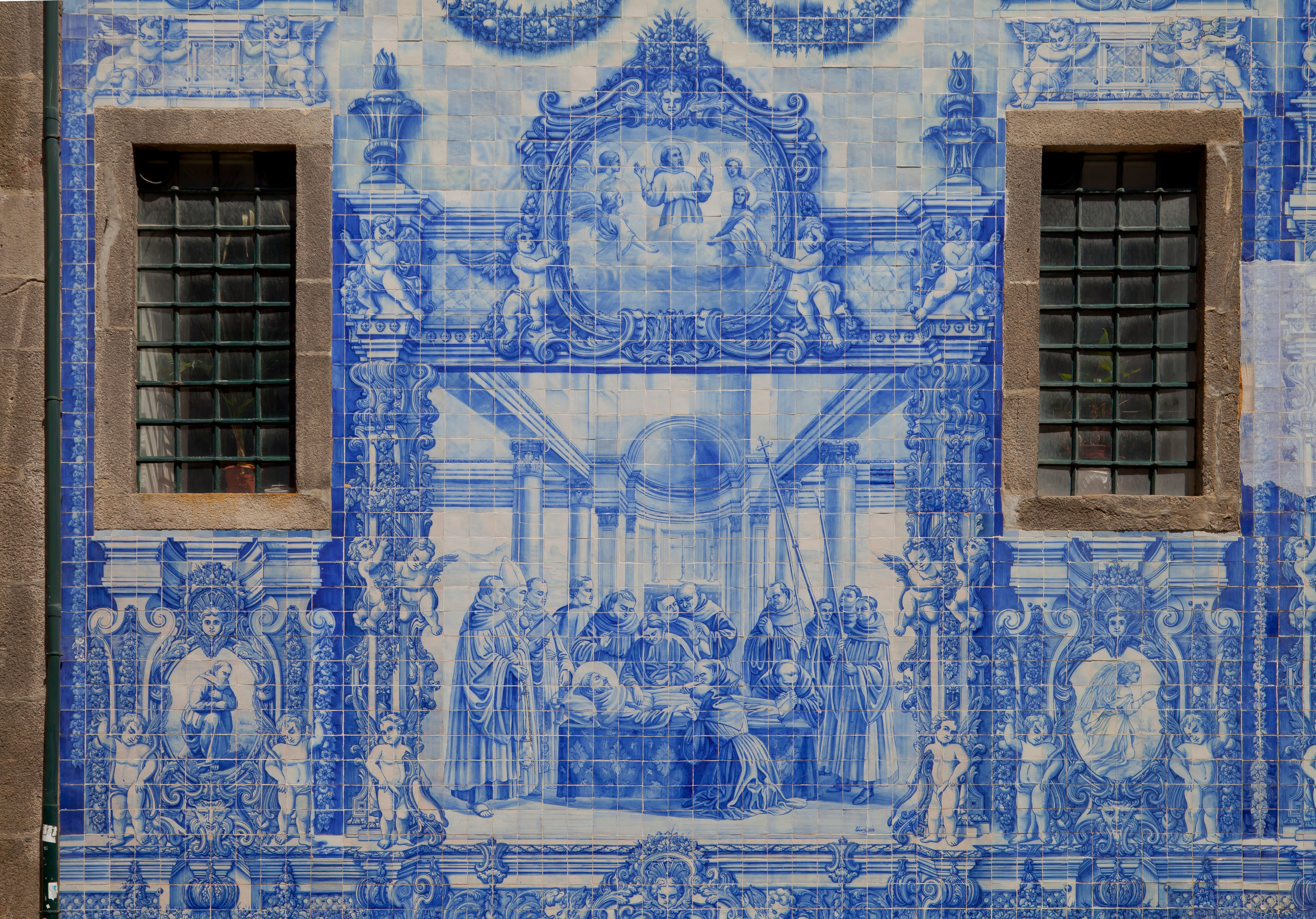
Capilla de las Almas (Capilla de Santa Catalina).

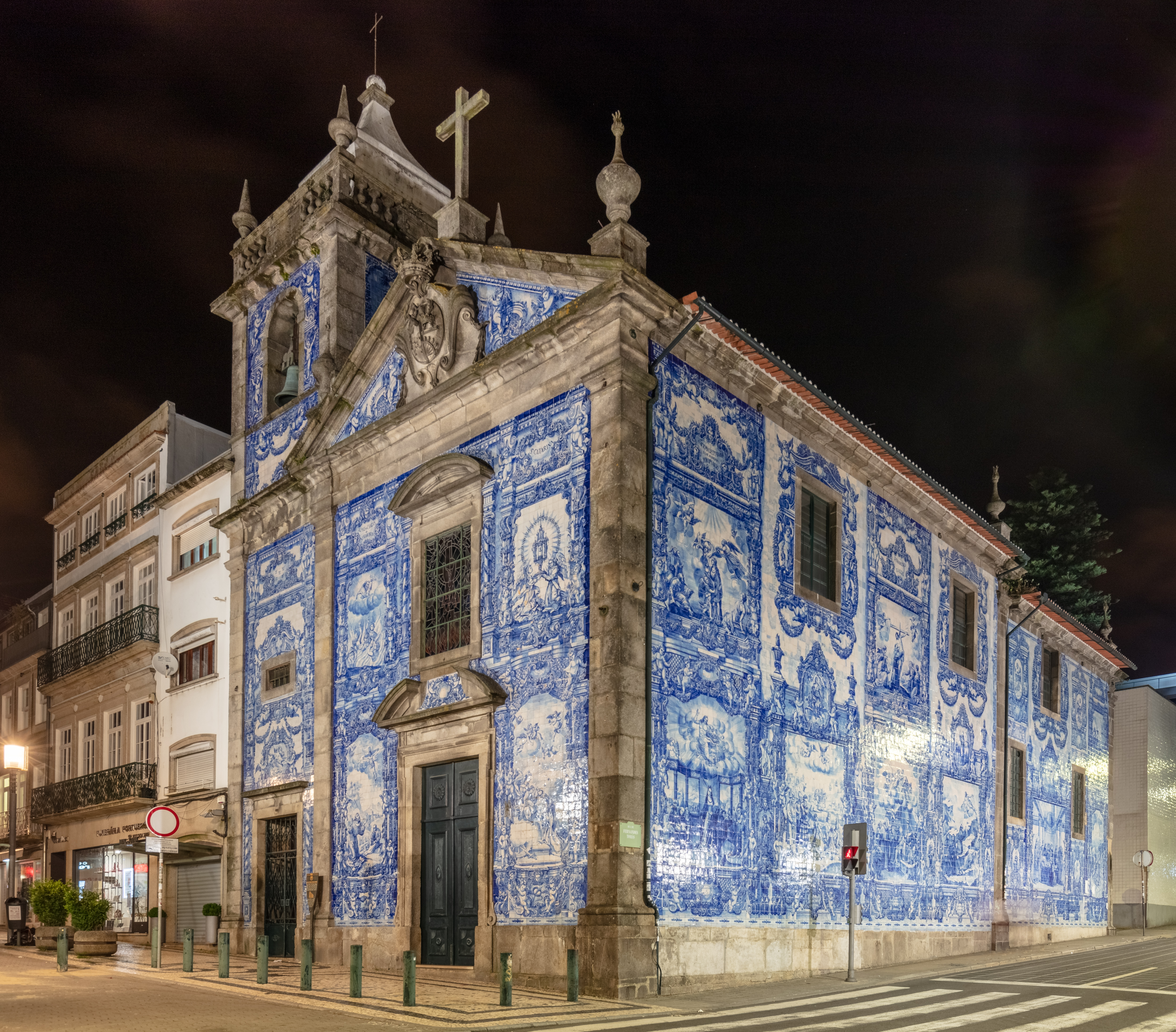
Vista nocturna.

La fachada principal tiene una puerta adornada y rematada por un frontón circular. En el tímpano se fija un blasón con el escudo de armas de San Francisco de Asís y de Santa Catalina. A la izquierda se encuentra el campanario que tiene dos pisos: el primero tiene una puerta con una pequeña ventana, y el segundo cuatro ventanas rematadas por un balcón. La cúpula está rematada por una cruz de hierro. 
Destaca por el vitral que representa las almas, ejecutado en el siglo XIX por el pintor Amândio Silva.
Hasta el año 1929, las superficies exteriores de la capilla estaban sin azulejos, revocadas y caídas. El revestimiento de la capilla hoy en día está constituido por 15.947 azulejos que cubren cerca de 360 metros cuadrados de pared. Los azulejos que revisten la capilla son obra de Eduardo Leche y fueron ejecutados por la Fábrica de Cerámica Viuda Lamego, en Lisboa. Datan de 1929 y representan los pasos de la vida de San Francisco de Asís y de Santa Catalina, que son venerados en la capilla.

## Iconografía
La iconografía de la Capilla de las Almas.
"[...] se comprometió con todos los intervinientes presentes a lo largo de su proceso histórico: Santa Catalina, aludiendo la primitiva capilla; San Francisco de Asís y Almas, evocando la Hermandad de las Almas y chagas de San Francisco, que transitó del Monasterio de Santa Clara para la Capilla de Santa Catalina; la Eucaristía, recordando la concesión de la laus perennis que el papa Pio VII hizo, en 1804, a esta capilla para todos los jueves del año."